# Mai Động (xã)
Mai Động là một xã thuộc huyện Kim Động, tỉnh Hưng Yên, Việt Nam.

## Địa lý
Xã Mai Động nằm ở phía tây huyện Kim Động, có vị trí địa lý:
- Phía đông giáp Đức Hợp
- Phía tây và phía nam giáp Sông Hồng
- Phía bắc giáp xã Phú Thịnh.

Xã Mai Động có diện tích 6,47 km², dân số năm 2019 là 5.436 người, mật độ dân số đạt 841 người/km².

## Hành chính
Xã Mai Động được chia thành 3 thôn: Nho Lâm, Hạnh Lâm, Văn Nghệ.

## Văn hóa
Chùa Nho Lâm.